# Ángel Macías Barba
Ángel Macías Barba (Aguascalientes, 2 de septiembre de 1944- Monterrey, Nuevo León, 27 de julio de 2025) fue el niño beisbolista mexicano de doce años, lanzador zurdo del equipo de Monterrey N.L. México, que, lanzó y ganó el único juego perfecto, en 1957, en la lucha por el gallardete de la Serie Mundial de Pequeñas Ligas en Williamsport, Pensilvania, Estados Unidos. Hasta el momento actual es el único juego perfecto realizado. Los chicos mexicanos han ganado tres veces la Serie Mundial de Niños: En 1957 con el juego perfecto de Ángel Macías. En 1958 con un excelso picheo de La Malita Héctor Torres y en 1997 remontando el marcador al hacer cuatro carreras en la última entrada. Los tres equipos han sido de Nuevo León.

## Los preparativos
Los catorce niños que acudieron al campeonato mundial a celebrarse en Williamsport eran residentes de la ciudad industrial de Monterrey, que en la década de los cincuenta del siglo XX vivía una importante ebullición. Fue un periodo en el que esta ciudad se transformó en metrópoli luego de expandirse hacia los municipios de San Pedro Garza García, Guadalupe y San Nicolás de los Garza, además de que duplicó su población, aunque más del 85 por ciento se concentraba en la actual capital de Nuevo León. Por ello, una vez difundida la convocatoria que los invitaba a jugar en Pensilvania, lo último que faltó fueron niños entusiastas que soñaban con seguir practicando el deporte de sus amores incluso en las grandes instancias.
Con la escuadra profesional de los Industriales de Monterrey (antes llamada Carta Blanca y después Sultanes) como el principal foco de su idolatría, la práctica del beisbol en los baldíos, plazas y calles de la ciudad era una apasionante postal cotidiana. Con palos de escoba, ramas de árbol, pedazos de madera y a veces hasta con esféricas que no eran otra cosa más que marañas de trapo, los niños jugaban con gran frenesí. Tampoco había propiamente una liga de beisbol infantil, pero se lograron reforzar los equipos ya existentes de donde saldrían los “pequeños gigantes” que acudirían a la cita.
El veterano de guerra estadounidense Lucky Haskins, en su calidad de Comisionado del programa de Ligas Pequeñas de la ciudad en 1956, los convocó para disputar un torneo local y algunas empresas respaldaron el llamado apoyando con uniformes y equipo a los conjuntos participantes. Así, los Botelleros de Vidriera, Mineros de Peñoles, Tubitos de Tubacero e Incas de ACCO estaban listos para competir. Además, a todos sus integrantes les tocó limpiar el gran lote baldío atiborrado de piedras que les serviría de campo principal.
Lucky, por su parte, tuvo que convencer a César Faz de ocuparse de los menores que serían seleccionados. Al principio estuvo renuente, pero finalmente aceptó. Rumores exponen que accedió empujado por don Roberto G. Sada, empresario del vidrio en la localidad, quien lo llamó a sus oficinas de Vidriera para pedirle el favor. Nacido en San Antonio, Texas, Estados Unidos, Faz estaba familiarizado con los programas de entrenamiento para la formación de jóvenes beisbolistas en Estados Unidos, ya que había sido bat-boy de los San Antonio Misioners, una franquicia local que fungía como sucursal del equipo profesional de los St. Louis Browns equipo de Ligas Mayores desaparecido pero cuya franquicia corresponde en el momento actual a los Baltimore Orioles.

## Campeonato Mundial de Ligas Pequeñas
La Serie Mundial de Pequeñas Ligas, es un torneo anual de béisbol para niños, generalmente varones de 10 a 12 años de edad, que inició en 1947 y se lleva a cabo todos los agostos en Williamsport Pensilvania, Estados Unidos. Inicialmente sólo eran equipos de Estados Unidos y luego se extendió a más de 100 países que participan en dicho campeonato mundial infantil. Lucky realizó esfuerzos para que los niños de Monterrey fueran invitados a participar con los equipos de Texas, Estados Unidos en 1957, lograron ganarle a los 11 contendientes de Texas, alcanzando así el pase a la semifinal.
El 21 de agosto jugaron su pase a la final contra Connecticut, a los que les ganaron 2-1, para pasar como finalista de la región Este, contra La Mesa, California, representante de la región Oeste de Estados Unidos.

## El juego perfecto
El 23 de agosto de 1957, ante un público aproximado de 10 000 personas, el equipo de 14 niños mexicanos procedente de la Liga Industrial de Monterrey, México, después de 12 triunfos consecutivos, lograron el 13.er triunfo y con él, el Campeonato Mundial de Béisbol de las Ligas Pequeñas, al jugar un juego perfecto (sin hit, sin carrera, sin errores) al derrotar 4-0 al equipo de La Mesa, California representante de la región oeste en Williamsport, Pensilvania.

## Récord
El Récord. El lanzador de 12 años y 11 meses, fue Ángel Macías quien se cubrió de gloria quien además de la victoria, lanzó un juego perfecto. Es el primero y único juego perfecto en una final en el campeonato anual del béisbol pequeño que se jugaba tradicionalmente en los Estados Unidos hasta el momento actual. Anteriormente, los participantes solo eran equipos de Estados Unidos. Esa ocasión por primera vez no ganaba el campeonato, cediéndole el honor a un país extranjero, en este caso fue a México.
El juego. Ángel quien era lanzador zurdo decidió lanzar de derecho. Empezó lanzando bien. Ángel continuó sacando a los rivales uno tras otro, colgando ceros en cada entrada. Al llegar la quinta entrada, el equipo mexicano anotó cuatro carreras con un jonrón, con las cuales el equipo estadounidense se vio debilitado. En la 6.ª y última entrada (en ésta liga se juegan solo 6 entradas), sacó el primer out, sacó al segundo…y llegó el tercer bateador y le recetó una bola, luego una segunda bola, luego una tercera bola, y estar con 3-0. Para entonces llevaba 17 ponches. Luego llegó un strike, un segundo strike y luego por último un tercer strike para ponchar al bateador número 18, y lograr el triunfo, el campeonato y el juego perfecto, y el primer campeonato para México. El equipo estuvo conformado por: Baltazar Charles, Jesús Contreras, Alfonso Cortés, Francisco Aguilar, Gerardo González, Rafael Estrello, Ángel Macías, José Maiz, Roberto Mendiola, Mario Ontiveros, Fidel Ruiz, Enrique Suárez, Norberto Villarreal, Ricardo Treviño, César Leonardo Faz (mánager) y José González (entrenador).
Bicampeonato. El año siguiente en 1958, repitieron la hazaña logrando el bicampeonato, también bajo la dirección de César Faz. En 1997 la selección de Guadalupe, Nuevo León, México, volvió a ser campeón.
Dos subcampeonatos. En 1964, el equipo de Monterrey quedó como subcampeón, al perder en la lucha por el campeonato, contra Nueva York. En 1985, el equipo de Mexicali Baja California, quedaron como subcampeones, quienes participaron en la eliminatoria del Sur de California en la región Oeste de Estados Unidos, llegando a la final contra los niños del equipo de Corea del Sur, contra los cuales perdieron.
Campeones extranjeros. Desde 1947 hasta 1966, todos los campeones fueron equipos de Estados Unidos excepto 1957 y 1958 que fue el equipo de Monterrey México. En 1967 y 1968, el campeón fue Japón. Taiwán fue 17 veces campeón en 27 años (entre 1969 y 1996). Corea del Sur en 1984 y 1985.

## Beisbol Profesional
Liga Mexicana de Beisbol. Ángel jugó 11 temporadas en el béisbol profesional mexicano. En 1969, Ángel debutó como beisbolista profesional con los Broncos de Reynosa, como jardinero, equipo que también debutaba en la Liga Mexicana del Béisbol. Ambos debutantes lograron el campeonato de la Liga. Ángel de adulto no fue pitcher.
En 1970 llegó a los Sultanes de Monterrey, equipo que para poder lograr traerse a Ángel que era un ídolo en Monterrey, tuvieron que soltar a Héctor Espino en un intercambio de varios jugadores. Estuvo con ellos hasta 1974.
Liga Mexicana del Pacífico. Jugó con Tomateros de Culiacán y con Naranjeros de Hermosillo. (1970 -71). Fue líder de triples en esta temporada
Serie del Caribe. Jugó en la primera Serie del Caribe en 1971, y fue el primer bateador mexicano que tomó turno al bate en las Serie del Caribe, con Naranjeros de Hermosillo en Puerto Rico.

## Vida familiar
Ángel Macías, estudió administrador de empresas en la Universidad Autónoma de Nuevo León. Era asiduo asistente a los juegos de los Sultanes de Monterrey. Se casó con Josefina Martínez.Angel Macias padecía la enfermedad de Alzheimer.

## Reconocimientos

#### En el cine
La historia fue llevada al cine primero en 1960 con el nombre de Los Pequeños Gigantes por los guionistas Hugo Butler y Edward Huebsch, quienes adaptaron la historia para la gran pantalla. Butler fue el director.
En el año 2009 con el nombre de “El Juego Perfecto”, se realizó otra producción fílmica, donde el empresario Carlos Bremer participó como socio productor, William Dear la dirigió y fue protagonizada por Clifton Collins Jr, Cheech Marín, Moisés Arias y Jake T. Austin. También participaron Paty Manterola y la música fue del conocido compositor de música Bill Conti, quien tiene entre sus méritos, la música de la película de Rocky (con Sylvester Stallone).
El Estadio de Ligas pequeñas de Mexicali, lleva por nombre Ángel Macías. También en Pachuca Hidalgo. En Monterrey ligas pequeñas llevan su nombre.